# Vitsidig skogssnigel
Vitsidig skogssnigel (Arion silvaticus) är en snäckart som beskrevs av Hans Lohmander 1937. Vitsidig skogssnigel ingår i släktet Arion och familjen skogssniglar. Arten är reproducerande i Sverige. Inga underarter finns listade i Catalogue of Life.